# R.A.F. (Reperto Archeologico Filmico)
R.A.F. (Reperto Archeologico Filmico) è un cortometraggio del 1979 diretto da Maurizio Zaccaro.

## Trama
Ispirato alla rivista di satira politica Il Male si presentava come un cinegiornale d'epoca.

## Distribuzione
Venne proiettato per una settimana dall'Obraz Cinestudio di Milano (dal 15 al 18 febbraio 1979) prima del film in programma (Standard, di Stefano Petruzzellis).

## Accoglienza
In un trafiletto ad opera del collettivo Obraz Cinestudio vi si può leggere:
Il Male, inteso come giornale satirico, evidentemente ha fatto scuola: questi giovani del Collettivo Nuovo Cinema Milanese, ci propongono l'immagine della testata senza badare all'economia. Con stile svelto e con un montaggio pulito questo breve cortometraggio tenta, senza mezze misure, la strada dell'ironia e del grottesco, con esiti non sempre controllati , ma tuttavia dignitosi